# Bahamas' flag
Bahamas' flag blev taget i brug 12. juli 1973. Den sorte trekant på venstre side repræsenterer fællesskabet mellem Bahamas' 300 000 indbyggere, som hovedsageligt nedstammer fra Afrika. De blå bånd øverst og nederst på flaget repræsenterer Atlanterhavet og det Karibiske hav. Den gule stribe repræsenterer landet mellem havene, Bahamas sandfylte strande.

## Øvrige flag
Bahamas har et flagsystem efter britisk mønster, men med nationale særtræk. Orlogsflaget er en white ensign, det vil sige hvidt med et rødt kors og med nationalflaget i kantonen. Et tilsvarende flag, men med blåt kors på den hvide dug føres af søforsvarets reserveskibe. Koffardiflaget kan kaldes en red ensign, siden flagdugen er rød, men har det usædvanlige træk, at flagdugen er delt i fire af et hvidt kors, igen med nationalflaget i feltet øverst ved stangen. Ingen anden red ensign er udformet på denne måde. Koffardiflaget med split føres som gøs af handelsflåden.
Statsministeren fører sit eget flag baseret på nationalflaget, men med et scepter i flagets frie ende. Andre ministre har rigsvåbenet i en hvid skive i flagets frie ende.
Generalguvernøren fører et blåt flag med det kongelige heraldiske mærke: en krone med en løve over og med landets navn indskrevet på et bånd under. Dette følger mønsteret for generalguvernørers flag i de lande, som deler statsoverhoved med Storbritannien.

## Ekstern henvisning
- Flags and Coat of Arms (Regulation) Act Arkiveret 11. oktober 2007 hos  Wayback Machine

- Wikimedia Commons har flere filer relateret til Bahamas' flag

| Flag | Spire Denne artikel om flag eller vexillologi er en spire som bør udbygges. Du er velkommen til at hjælpe Wikipedia ved at udvide den. |